# Acalypha firmula
Acalypha firmula é uma espécie de flor do gênero Acalypha, pertencente à família Euphorbiaceae.